# Параскева Малеска-Троячанец
Параскева Малеска-Троячанец (на македонска литературна норма: Параскева Малеска-Тројачанец) е видна новинарка от Социалистическа република Македония.

## Биография
Родена е на 26 август 1930 година в Шкодра, Албания. След Втората световна война, в 1948 година се установява в югославската Народна република Македония и започва работа в Радио Скопие, където остава до пенсионирането си в 1981 година. Член на така наречената „Малцинствена“ редакция. След разширяването на програмата на албански език става автори водещ на „Школска емисия“, „Радио драма“, „Емисия за земеделците“, „Педагогически съвети“, „Емисия за жената“ и други.
Умира на 11 март 2006 година в Скопие.